# José Gómez Osorio
José Ramón Gómez Osorio (Baleira, 14 de enero de 1882-Madrid, 24 de febrero de 1940) fue un político español, diputado durante la Segunda República. Miembro del PSOE, fue fusilado tras el fin de la guerra civil.

## Biografía
Trabajó como ebanista y fue secretario del Sindicato de Ferroviarios de la UGT de Galicia. Fue elegido diputado por la provincia de Pontevedra por el PSOE en las elecciones a Cortes Constituyentes de 1931. Gómez Osorio pertenecía a la corriente besteirista del socialismo. Durante la guerra civil española fue gobernador civil de Madrid desde el 17 de abril de 1938 y último presidente de la Comisión Ejecutiva Nacional del PSOE en el interior (elegida pocos días antes del final de la Guerra, el 20 y 21 de marzo de 1939, con la pretensión de convertirse en la dirección del partido en el exilio; la subsiguiente represión franquista acabó con casi la mitad de ella).
Durante el golpe de Estado del coronel Casado fue hecho prisionero por tropas del PCE en El Pardo en su vano intento de ahogar dicho golpe, siendo liberado tras la capitulación comunista. Al acabar la guerra fue detenido por las tropas franquistas en el puerto de Alicante, internado en el campo de Albatera y llevado posteriormente a la prisión de Porlier. El 24 de febrero de 1940 fue fusilado junto con Ricardo Zabalza, secretario general de la Federación de Trabajadores de la Tierra de la UGT, el abogado y concejal del Ayuntamiento de Madrid José Serrano Batanero y el teniente republicano Leandro García Martínez.
Tuvo seis hijos (Enrique, Bienvenido, Soledad, Josefa, Urbano y Sócrates). Este último, promotor durante la guerra de la Nueva Federación Socialista Juvenil, no relacionada con las JSU, permanecería encarcelado hasta 1945, en la misma cárcel que su padre, y posteriormente colaboraría en la reconstrucción del PSOE en la clandestinidad.
Se encuentra enterrado en el cementerio de la Almudena. A su tumba fueron trasladados también los restos de Cayetano Redondo, que fue alcalde de Madrid durante la contienda.